# Paradis : Espoir
Pour les articles homonymes, voir Paradis (homonymie).
Pour plus de détails, voir Fiche technique et Distribution.
Paradis : Espoir (Paradies: Hoffnung) est un film autrichien, coproduit avec l'Allemagne et la France, réalisé par Ulrich Seidl et sorti en 2013. C'est le dernier volet d'une trilogie, après Paradis : Amour et Paradis : Foi.

## Synopsis
En Autriche. Melanie, 13 ans, passe ses vacances d'été dans un centre d'amaigrissement très strict. Rapidement, elle tombe amoureuse du directeur du centre, un médecin d'une cinquantaine d'années. Mais cet amour n'est pas partagé.
Abattue, Melanie demande conseil auprès de son amie Verena, une adolescente plantureuse qui se vante de nombreuses expériences sexuelles.

## Fiche technique
- Titre original : Paradies: Hoffnung
- Titre français : Paradis : Espoir
- Réalisation : Ulrich Seidl
- Scénario : Ulrich Seidl et Veronika Franz
- Photographie : Wolfgang Thaler, Ed Lachman
- Décors : Renate Martin, Andreas Donhauser
- Costumes : Tanja Hausner
- Son : Ekkehart Baumung, Matz Müller, Erik Mischijew
- Montage : Christoph Schertenleib
- Production : Michael André, Philippe Bober, Christine Ruppert, Ulrich Seidl et Konstantin Seitz pour WDR, Ulrich Seidl Film, Tat Film, Parisienne de production
- Pays d'origine :  Autriche/ Allemagne/ France
- Durée : 100 minutes
- Format : couleur
- Genre : drame
- Dates de sortie : 24 avril 2013 en salles en France

## Distribution
- Melanie Lenz : Melanie
- Joseph Lorenz : le directeur
- Verena Lehbauer : Verena

## Distinctions

### Nominations et sélections
- Berlinale 2013 : sélection officielle
- Festival du film de Sydney 2013 : sélection « Focus on Austria »
- Festival international du film de Thessalonique 2013
- Festival international du film de Vancouver 2013